# اومی چارجر
اومی چارجر (به انگلیسی: OMI Charger) یک کشتی بود که طول آن ۶۳۱ فوت ۱ اینچ (۱۹۲٫۳۵ متر) بود. این کشتی  در سال ۱۹۶۹ ساخته شد.